# Slag bij Grotniki
De Slag bij Grotniki vond plaats op 4 mei 1439 ter hoogte van Grotniki Duże, Polen. Een Hussietenleger onder leiding van Spytko III van Melsztyn stond tegenover het Pools koninklijk leger

## Context
1434. De taborieten, de radicale tak van de hussieten, verliezen de Slag bij Lipany en keizer Sigismund wordt koning van Bohemen. Koning Wladislaus II Jagiello van Polen, tegenstander van Sigismund, sterft. Zijn zoon Wladislaus van Varna was pas tien jaar oud toen hij koning werd van Polen, de werkelijke macht was in handen van kardinaal Zbigniew Oleśnicki.
De tegenstander van kardinaal Zbigniew Oleśnicki was grootgrondbezitter Spytko III van Melsztyn. Hij wierp zich op als leider van de Hussieten. De spanning tussen beide liep op en leidde tot de Slag bij Grotniki. De dood van Spytko tijdens de slag betekende ook het einde van de Hussietenopstand in Polen.